# Šurany
Šurany (jusqu'en 1927 : Veľké Šurany,allemand : Altneutra, hongrois : Nagysurány)) est une ville de Slovaquie située dans la région de Nitra.

## Histoire
Première mention écrite de la ville en 1183 villa Suran.

## Démographie

### Évolution de la population
| Année:               | 1994.  | 2004.   | 2014.   | 2024.   |
| -------------------- | ------ | ------- | ------- | ------- |
| Nombre de personnes: | 10 504 | 10 426  | 10 055  | 9103    |
| Différence:          |        | -0,74 % | -3,55 % | -9,46 % |

| Année:               | 2023. | 2024.   |
| -------------------- | ----- | ------- |
| Nombre de personnes: | 9238  | 9103    |
| Différence:          |       | -1,46 % |

## Quartiers
La ville se compose de 6 Quartiers:
- Centrum
- Nitriansky Hrádok
- Kostolný Sek
- Nový Svet
- Kopec
- Sídlisko MDŽ

## Transport
La ville se situe au carrefour de lignes de chemin de fer. Liaison directes vers Bratislava, Nové Zámky, Nitra, Levice et Zlaté Moravce.